# Asasinatele din 21/22 septembrie 1939
Asasinatele din 21/22 septembrie 1939 s-au petrecut în după-amiaza zilei de 21 septembrie 1939, în noaptea aceleiași zile, în ziua următoare și, în unele cazuri, și în zilele următoare. Au fost asasinate 252 de persoane, dintre care 105 membri marcanți ai Mișcării Legionare, plus încă 1,2,3 sau 4 legionari aleși la întâmplare în fiecare județ, în total încă 147 de persoane. Cele 252 de asasinate au fost executate de jandarmi, din ordinul lui Carol al II-lea, ca represalii pentru asasinarea primului ministru Armand Călinescu, în data de 21 septembrie 1939, de către o echipă de legionari condusă de avocatul Dumitru (Miti) Dumitrescu.

## Contextul politic

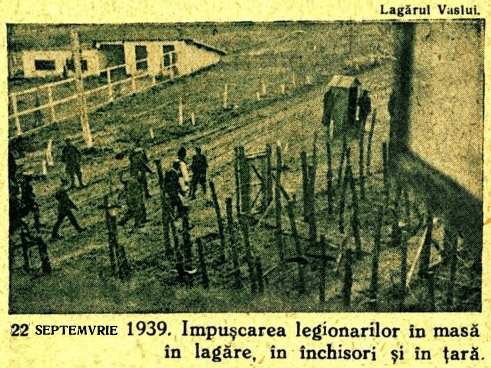
Execuția unor legionari în Lagărul de la Vaslui în 22 septembrie 1939

Odată cu instaurarea "dictaturii regale", prin decretul-lege din 14 februarie 1938, care interzicea orice fel de activitate politică și cu adoptarea noii constituții care dădea puteri sporite monarhului, s-a trecut la etapa următoare, desființarea politică a Mișcării Legionare, în care autoritățile vedeau principalul oponent al ambițiilor de putere ale monarhului. Încă dinainte de desființarea partidelor politice în vederea instituirii dictaturii personale a regelui Carol al II-lea, Armand Călinescu, în calitate de ministru de interne (șef al executivului de fapt, dat fiind că prim ministru era Patriarhul Miron Cristea, în vârstă de 70 de ani), în 6 martie 1938, a emis ordinul nr. 746, prin care a dat dispoziție tuturor prefecturilor de poliție și pichetelor de jandarmii să-i urmarească pe legionari, iar, în cazul în care nu respectau noua legislație, să-i aresteze.
A urmat arestarea, fără înștiințare prealabilă, așa cum prevedea legea, în noaptea de 16 spre 17 aprilie 1938, a lui Corneliu Zelea Codreanu, împreună cu alți 44 de lideri ai mișcării. Corneliu Zelea Codreanu, în urma unui proces de "înaltă trădare", înscenat de Armand Călinescu, va fi condamnat la 10 ani de muncă silnică în 27 mai 1938,  restul de 19 lideri, cei care refuzaseră categoric să dea "declarații de adeziune" și "supunere" față de politica noului regim, vor fi condamnați în 1 august 1938 la pedepse de 7 sau 9 ani de închisoare, capetele de acuzare fiind asemănătoare cu cele din procesul lui Codreanu. Au urmat alte valuri de arestări, în eșalonul al doilea al conducerii Mișcării Legionare, urmate de alte "declarații de desolidarizare", astfel că în final, câteva sute din membrii cei mai radicali ai mișcării vor fi internați în închisori sau lagăre de detenție. Din acel moment, soarta acestora va depinde de evoluția evenimentelor interne și internaționale. Au urmat asasinatele din 29/30 noiembrie 1938, în urma cărora, Corneliu Zelea Codreanu, cei trei asasini ai lui I.G. Duca, numiți Nicadori, și cei zece asasini ai lui Mihai Stelescu, numiți Decemviri, au fost strangulați de jandarmi lângă Tâncăbești. În acest fel, Carol al II-lea și Armand Călinescu, au fost convinși că au lichidat complet principala mișcare de opoziție față de politica regimului dictatorial.
În mod paradoxal, represiunea tot mai dură a operat o selecție la nivelul conducerii Mișcării Legionare, astfel că au ieșit la suprafață conducători dispuși să continue lupta cu orice risc. Liderii acestei perioade, care au încercat să reorganizeze Mișcarea Legionară în noile condiții, au fost Horia Sima, Alexandru Cantacuzino și Vasile Cristescu. Conducerea interimară a fost asigurată de un așa-zis "Comandament de prigoană". Horia Sima, fiind un lider din provincie, era absolut necunoscut autorităților. De-abia în 1939 apare în evidențele Siguranței, fiind dat în consemn general la frontieră. Alexandru Cantacuzino va fi arestat ulterior, iar Vasile Cristescu va muri împușcat de un agent al poliției, astfel că Horia Sima se va impune ca lider absolut al Mișcării Legionare, reușind să o reorganizeze complet în condiții de ilegalitate, acordând o mai mare autonomie cuiburilor în organizarea de acțiuni pe cont propriu, astfel că în câteva luni, rețeaua era complet reorganizată la nivelul întregii țări, și gata de confruntare cu autoritățile, scopul principal fiind răzbunarea asasinării Căpitanului și răsturnarea regimului dictatorial.

### Intern
Avocatul prahovean Miti Dumitrescu a fost printre primii care a decis pe cont propriu să răzbune asasinarea Căpitanului. Și-a format o echipă de încredere, care a început să studieze traseul zilnic al lui Armand Călinescu, din februarie până în iulie 1939, fără ca autoritățile să bănuiască nimic. Între timp, Miti Dumitrescu s-a deplasat clandestin la Berlin pentru a cere comandamentului legionar, care între timp se refugiase în Germania aprobarea operațiunii. Horia Sima a prezentat un alt plan, o lovitură de stat, precedată de asasinarea regelui și a primului ministru. S-a renunțat la acest plan, deoarece echipele din țară erau insuficient înarmate. În acea epocă, regimul armelor și munițiilor era extrem de strict. Primele informații ale Siguranței privind deținerea ilegală de arme de către legionari apar abia în septembrie 1938. Avocatul Miti Dumitrescu a fost extrem de precaut în pregătirea operațiunii, singurii care cunoșteau toate detaliile fiind membrii echipei sale. Nici măcar lui Horia Sima nu-i comunicase toate detaliile, pentru a nu periclita succesul acțiunii. Odată aprobarea primită, Horia Sima și Miti Dumitrescu s-au întors în țară clandestin, separat. Deși s-au făcut și încă se fac destule speculații pe această temă, autoritățile germane nu au fost amestecate în atentat.
În data de 21 septembrie, la ora 13.00, echipa formată din Miti Dumitrescu, împreună cu alți 5 legionari, a tamponat din spate mașina primului ministru Armand Călinescu în zona Podului Elefterie, după care l-au împușcat pe acesta prin portiera deschisă. În total, au fost trase în el 21 de gloanțe, din care trei i-au pătruns în cutia craniană. După atentat, echipa a pătruns în clădirea Societății de Radiodifuziune, și au anunțat în direct răzbunarea morții Căpitanului, împreună cu un comunicat către țară, după care s-au predat autorităților, împreună cu alți trei legionari care ajutaseră la pregătirea atentatului.

### Internațional
Pe plan internațional, cel mai important eveniment a fost pătrunderea trupelor Wehrmacht-ului în Polonia, la 1 septembrie 1939, urmată de declarațiile de război ale Franței și Marii Britanii adresate Germaniei, în 3 septembrie, practic fiind data la care s-a declanșat cel de-al doilea război mondial. Deși s-au făcut și încă se mai fac speculații privind asasinarea lui Armand Călinescu, dat fiind că pe atunci România avea graniță cu Polonia, cele două evenimente nu au avut nici o legătură. Echipa lui Miti Dumitrescu avea un singur scop precis - răzbunarea asasinării Căpitanului, a Nicadorilor și a Decemvirilor. Însuși Horia Sima recunoaște că nu s-a plănuit vreo încercare de răsturnare a regimului carlist, pentru că Mișcarea Legionară nu era încă pregătită pentru a prelua puterea.

## Asasinatele

Legionar asasinat de jandarmi în 22 septembrie 1939

După asasinarea lui Armand Călinescu, Carol al II-lea l-a numit prim ministru pe gen. Gheorghe Argeșanu, (zis Ghiță Militarul sau Ghiță Sângerosul), pentru a "pacifica" țara - adică pentru a organiza represiunea. Cei șase membri ai echipei lui Miti Dumitrescu, împreună cu alți trei care s-au predat ulterior, au fost împușcați fără judecată, iar cadavrele lor au fost aduse la locul atentatului și aruncate pe caldarâm. A fost desfășurat și un banner pe care scria : "Aceasta va fi de aici înainte soarta asasinilor trădători de țară". Funcționarii publici și elevii au fost obligați să se perinde prin fața cadavrelor. În jurnalul său nepublicat, păstrat în biblioteca Academiei Române, acad. g-ral. Radu R. Rosetti, consemna chiar în acea zi:
„ Uciderea, fără judecata, a asasinilor lui Călinescu a produs rea impresie, iar lăsarea corpurilor lor pe stradă revoltă lumea și transformă ceea ce se dorea a fi o pildă de pedeapsă, într-un adevarat pelerinaj. Radio-Londra comunică seara ca s-ar mai fi executat în plus în taberele de concentrare înca 76 de gardiști (e caracteristic cum aflăm știrile din țară prin Londra).”
În acea zi de 21 septembrie, în timp ce trupurile oribil mutilate ale celor 9 zăceau pe caldarâm, profesorul Nicolae Iorga, aflat printre oficialitățile de față, se pretează la gestul inimaginabil de a lovi cu picioarele cadavrele întinse pe asfalt, amănunt consemnat de N. Steinhardt. Un martor ocular ar fi afirmat că "atunci și-a semnat condamnarea la moarte..." Cei 9 au fost numiți Răzbunătorii, intrând definitiv în mitologia legionară.
În dimineața zilei următoare, din ordinul lui Carol al II-lea, transmis prin Ernest Urdăreanu, ministrul Casei Regale, au fost împușcați 147 de legionari, câte 3 de fiecare județ. Au fost județe în care au fost împușcați 1 sau 2, dat fiind că autoritățile nu au reușit să prindă un număr de 3 în termenul fixat. În județele Brașov și Constanța au fost împușcați câte 4. În jud. Constanța, din cei 4, 3 erau preoți. În alte județe, precum în Dolj, în lipsă de legionari, au fost împușcați deținuți de drept comun. Printre cei 147, a fost și o femeie, Elena Bagdad, studentă la Fac. de Matematică din București.
Celor 147, li s-au adăugat 95 comandanți legionari, asasinați în baza listelor întocmite în prealabil de către Armand Călinescu, prefectul poliției capitalei, gen. Gabriel Marinescu, zis Gavrilă, și Mihail Moruzov, directorul Serviciului Secret de Informații (SSI). Cei 95 se găseau internați în lagăre de detenție - Vaslui (31 de persoane, din care o persoană neidentificată), Miercurea Ciuc (44 persoane, din care doi neidentificați), Spitalul Militar Brașov (7 persoane) și în fine, Penitenciarul Râmnicu Sărat (13 persoane) Acestora li s-a adăugat Victor Dragomirescu, strangulat în duba poliției și aruncat de viu în cuptorul crematoriului "Cenușa" din București. La Vaslui nu s-a respectat protocolul execuției prin împușcare, victimele fiind mitraliate în grup. 
Cu toate că listele întocmite de cei trei cu mult înainte erau explicite, prințul Mihail R. Sturdza, diplomat de carieră și comandant legionar, ministru de externe al României în timpul Statului Național-Legionar, al cărui fiu, Ilie Vlad Sturdza, fusese de asemenea arestat, fiind trecut pe liste, subliniază modul cinic în care a fost "tranzacționată" asasinarea unora dintre prizonieri :
„ Odată arestată, soția mea a primit vizita de rutină, permisă rudelor legionarilor mai înstăriți, vizită autorizată de consorțiul Marinescu-Moruzov, care făcuse recent avere din jefuirea legionarilor asasinați ca și a refugiaților polonezi, la granița Bucovinei. I s-a fixat suma de 3.000.000. de lei ca preț al vieții fiului nostru, dându-i în același timp informația că Alexandru Cantacuzino n-ar fi fost împușcat în Închisoarea din Râmnic, dacă mama lui ar fi consimțit să plătească o sumă identică.”
Cursul liber leu-dolar era pe atunci cam 200 lei=1$ (salariul lunar al unui muncitor era 2500 lei, salariul mediu 4-5000 lei, 1 ministru, salariu 50.000 lei), iar dolarul era cam de 10 ori mai valoros decât azi (1 automobil mediu = 925$) Ar rezulta cam 150.000$, costul unei vieți, evaluat de cei trei.

### Lista victimelor
Majoritatea zdrobitoare a celor 95 erau persoane cu studii superioare, comandanți legionari în primul și al doilea eșalon. Practic, în 21/22 septembrie au dispărut majoritatea cadrelor de conducere ale mișcării. Printre cei 95 se găseau extrem de mulți dintre cei 66 parlamentari legionari, rezultați din alegerile din decembrie 1937, ultimele alegeri libere din România interbelică.
Penitenciarul Râmnicu Sărat
- Cantacuzino Alexandru, avocat, București;
- Totu Nicolae, avocat, București;
- Clime Gheorghe, inginer, București;
- Tell C. Alexandru, avocat, București;
- Furdui Gheorghe, profesor, București;
- Bănică Dobre, admin. ziar, București;
- Polihroniade Mihail, avocat, București;
- Craja Paul, medic, București;
- Simulescu Sima, profesor, București;
- Apostolescu Gheorghe, comerciant, București;
- Istrate Gheorghe, abs. acad. com., București;
- Banea Ioan, medic, Cluj;
- Serafim Aurel, inginer, București.

Spitalul Militar Brașov
- Cotigă Traian, avocat, București, Penit. Sp. R. Sărat;
- Ionică Eugen, inginer, București, Penit. Sp. R. Sărat;
- Șiancu Emil, ofițer rez. Cluj, Penit. Sp. R. Sărat;
- Proca Gheorghe, monteur Domnița Maria (Bacău), cu domiciliul obligatoriu la M. Ciuc;
- Pihu Grigore, funcționar București, Dom. obl. Vaslui;
- Sușman Iuliu, funcționar, București, Dom. obl. Vaslui;
- Herghelegiu Ion, avocat, Bacău, Dom. obl. M. Ciuc.

Lagărul de la Vaslui
- Spânu Iordache, student, București;
- Clime Traian, student, București;
- Gârcineanu Victor, avocat, București;
- Teodor Tudose, avocat, Iași;
- Polisperhon Supila, student, București;
- Boboc Constantin, student, București;
- Goga Mircea, student, București;
- Popescu Spiru, student, Frăsan-Durostor;
- Comănescu Nicolae, student, Ploiești;
- Calapăr Mihsi, abs. teol., Negrești-Neamț;
- Belgea Ioan, bibliot., București;
- Popescu Vasile, f. profesie, București;
- Antoniu Ioan, avocat, București;
- Stahu Teodor, avocat, Fălticeni-Baia;
- Cârdu Valeriu, ziarist, Oravița Caraș;
- Moțoc Mircea, student, București;
- Răcman Gogu, student, Hodivoaia-Vlașca;
- Teohari Mircea, student, București;
- Bujgoli Spiru, lic. lit., Frăsani-Durostor;
- Moraru Alexandru, student, Dej-Someș;
- Rioșeanu Petre, dir. Nitrogen București;
- Constantiniu Dorin, contr. S. T. B., București;
- Dobre Radu, manip. S. T. B., București;
- Danielescu Josim, student, Ploiești;
- Nicolicescu Gheorghe, elev, ing., București;
- Borzea Virgil, student, Brașov;
- Caratașu Chiriac, student; București;
- Busuioc Ioan, student, București;
- Maricari Nicolae, locot. ref., București;
- Tucan Boris, viticultor, Hârtop-Tighina.
- un legionar neidentificat

Lagărul de la Miercurea Ciuc
- Stegărescu Constantin, contabil, București Ilfov;
- Borzea Titus, student, Brașov;
- Rădulescu Virgil, gazetar, București;
- Enescu Ioan, student, București;
- Micu Augustin Liviu, inginer, Timișoara;
- Macoveschi Ioan, desenator, București;
- Pavlescu Alexandru, avocat, București;
- Biriș Ovidiu, avocat, București;
- Susai Vasile, lic. Drept, București;
- Felecan Vasile, ajust. mecanic, București;
- Prodea Nicolae, lăcătuș, București;
- Grama Iosif, student, București;
- Miter Ioan, student, Caransebeș;
- Popescu B. Anton, funcționar, Băile Herculane;
- Noaghiea Gh. Virgil, student, Caransebeș;
- Tiponuț Gheorghe, elev liceu, Oradea;
- Nuțiu Aurel, student, București;
- Teodorescu Gheorghe, sculptor, Ploiești;
- Todan Coriolan, student, Fibiș-T. Torontal;
- Ducaru Dumitru, subing., Râșnov-Brașov;
- Ungureanu Corneliu, lic. litere, Craiova;
- Corbeanu Vasile, student, Bragadiru-Ilfov;
- Coman Constantin, student, Bragadiru-Ilfov;
- Popa Tiberiu, stud., Bragadiru-Ilfov;
- Popescu Marin, stud., Cumpăna-Constanța;
- Vilmuș Adam, bucătar, Iași;
- Dorca Afilon, abs. Teolog., Velișoara-Severin;
- Cioflec Marius, student, Timișoara;
- Benec Constantin, funcționar CFR, Ohaba-Mătnic Severin;
- Gheorghe Constantin, student, Stupini-Brașov;
- Strugaru Nicolae, avocat, Iași;
- Constantinescu Dimitrie, abs. med., Iași;
- Dobrin Liviu, abs., med., Arpașul de Jos-Făgăraș;
- Zus Radu, student, Cernăuți;
- Buhai Vasile, student, București;
- Iordache N. Nicoară, asistent univ., București;
- Raicu Const., licențiat, Iași;
- Stamate Eugen, student, Iași;
- Zanche Petre, funcționar, Iași;
- Gârcineanu Florin, lt. ref., București;
- Vasiliu Gheorghe, lt. ref., Iași;
- Filipov Vasile, comerciant, București.
- 2 legionari neidentificați

București - Echipa Miti Dumitrescu
- Dumitrescu Dumitru, avocat, Ploiești;
- Popescu Cezar, student medicină, originar Ploiești;
- Popescu Traian, student Drept, originar Ploiești;
- Moldoveanu Ion, student Politehnică, originar Ploiești;
- Ionescu R. Ion, student Drept, originar Ploiești;
- Vasiliu Ion, desenator, originar Ploiești;
- Ovidiu Isaia, fotograf, București M. Brătianu 34;
- Stănciulescu Marin, lăcatuș, București, Bd. Brătianu 24;
- Paraschivescu Gheorghe, student Politehnică, București Bd. Brătianu 24;

Închisoarea Văcărești - Crematoriul "Cenușa"
- Dragomirescu Victor, abs. Politehnică.

### Statutul juridic al victimelor
În momentul comiterii celor 252 de asasinate, 95 + 1 (Victor Dragomirescu) dintre victime se găseau în custodia autorităților statului, din care 19 fuseseră condamnate definitiv în urma unor procese, (prințul Alexandru Cantacuzino, ing. Gheorghe Clime, Mihail Polihroniade, etc...), restul erau în stare de arest sau cu domiciliu obligatoriu, autoritățile fiind responsabile pentru integritatea lor corporală. Echipa lui Miti Dumitrescu, formată din 9 persoane, se predase autorităților, în consecință, erau tot sub stare de arest, cu sau fără mandat de arestare. În consecință, asasinarea celor 105, se încadrează din punct de vedere juridic în categoria crimă politică cu premeditare, cu circumstanțe agravante prin funcțiile oficiale ale atentatorilor. La care se adugă și profanarea de cadavre. Așa a încadrat asasinatul Comisia specială de anchetă criminală înființată prin Decretul-lege nr. 3321 bis din 23 septembrie 1940, completat prin Decretul 3321 bis din 3 octombrie 1940, dispunând și arestarea complicilor la asasinat. Restul de 147, marea majoritate au fost executați sumar, de multe ori la bunul plac al autorităților, așa cum a fost cazul minorului Florea Găman din Slatina. Cadavrele au fost aruncate pe marginea drumului, cu inscripția "Trădător de țară" atârnată de gât. În majoritatea cazurilor, cadavrele nu au fost returnate familiilor, ele fiind îngropate pe ascuns.
Prin modul în care a fost plănuit și executat de către autoritățile statului, în speță, tocmai de persoanele puse să apere legea, acest asasinat se încadrează la categoria "terorism de stat".

## Ancheta din 1940
Prin Decretul-lege nr. 3321 bis din 23 septembrie 1940, completat prin Decretul 3321 bis din 3 octombrie 1940, a fost înființată Comisia specială de anchetă criminală, cu sarcina de a ancheta și instrumenta toate crimele comise contra legionarilor în perioada regimului de dictatură regală.(24 februarie 1938 - 6 septembrie 1940) Comisia a anchetat efectiv începând cu 4 octombrie 1940, în 38 de ședințe, în care s-au luat 60 de interogatorii și 58 declarații de martori, ancheta derulându-se efectiv până în data de 26 noiembrie 1940, prin decretul 3009 din 8 decembrie 1940, comisia fiind desființată.
În urma acestor anchete, comisia a emis inițial un număr de 33 de mandate de arestare, vizând responsabilii prezumtivi de asasinatele din 29/30 noiembrie 1938, dar și de următoarele, respectiv: generalul Gabriel Marinescu, fost prefect al Poliției Capitalei, generalul Ion Bengliu, fost inspector general al Jandarmeriei, generalul Gheorghe Argeșanu, fost comandant al Corpului II de Armată, Radu Pascu, fost președinte al Curții de Apel București, colonel V.Zeciu, fost prim-procuror militar, colonel Ștefan Gherovici și colonel Anibal Panaitescu din Jandarmerie, maiorii Iosif Dinulescu, Aristide Macoveanu și Alexandru Popescu din Jandarmerie, Ernest Urdăreanu, fost mareșal al Palatului, dispărut, (a fost făcută o cerere de extrădare din Spania, căreia autoritățile spaniole nu i-au dat curs) Vasile Parisianu, fost director în Prefectura Poliției Capitalei (extrădat din Iugoslavia), Nicu Ștefănescu, fost director în Siguranța Generală, comisarul Pavel Patriciu din Prefectura Poliției Capitalei, agenții de poliție ; Gheorghiu Petre, Niculae Găman, Constantin I. Popescu, jandarmul Ion Iordache zis Iordănescu, Gh. Comșa și Nicolae Lescenco, jandarmi : plutonier major Nițu Ștefan, plutonierii Nicolae Bularda, Ion N. Casotă, Neacșu Crăciun, V. Moisescu, Gh. Niculescu, Gh. Oancea, Const. Sârbu, Ion Stănciucu, V. Tașcă și Nicolae Zăinescu, sergentul instructor Tudor Petre și soldatul Barabas Ion.
În scurtă vreme, comisia a stabilit că în multe crime mai erau implicați 55 prefecți de județ, 55 comandanți de jandarmi, cel puțin tot atâția comisari, inspectori și ofițeri de jandarmi, plus 20 de executanți ai crimelor respective, comisia urmând să redacteze mandatele de arestare, emițând o parte din ele, care a condus la alte arestări. O parte din mandate, emise pentru închisoarea Văcărești, au fost remise comisiei de către Prefectul Poliției, colonelul Ștefan Zăvoianu, pentru a fi emise pentru închisoarea Jilava. În data de 26 noiembrie, un comando legionar a executat sumar un număr de 65 deținuți la Jilava, cei 33 menționați anterior, plus încă alții, care fuseseră arestați ulterior. 
Datorită acestui eveniment, lucrările comisiei au fost sistate, comisia nemaifiind în măsură să-i trimită pe arestați în fața justiției. Deși comisia nu a reușit să stabilească ierarhia precisă a responsabilităților, din documentele de arhivă, cuprinzând declarațiile martorilor și participanților la aceste crime fără precedent în istoria României, se poate reconstitui firul acelor evenimente și de asemenea, se pot deduce responsabilii.
Un caz mai deosebit este cel al lui Mihail Moruzov, fost director al Serviciului Secret de Informații, arestat în seara zilei de 6 septembrie 1940, pe când se întorcea de la o consfătuire cu amiralul Canaris, șeful Abwehr-ului, de la Veneția. Acesta, în calitate de șef direct al lui Nicu (zis Niky) Ștefănescu, adjunctul său, era responsabil pentru anchetele derulate sub tortură ale acestuia, prin care urmărea să "smulgă mărturisiri" legionarilor arestați. De asemenea contribuise direct la elaborarea listei celor 105 căpetenii legionare ce fuseseră asasinate în 22 septembrie 1939, în cadrul operațiunii de represalii ordonate de către Carol al II-lea în urma asasinării lui Armand Călinescu.
Mandatul de arestare a fost emis la cererea generalului Ion Antonescu, care tocmai fusese investit prim ministru cu puteri sporite de către Carol al II-lea, care abdicase în favoarea fiului său. Pe lângă faptul că distrusese documente de arhivă, Moruzov mai era acuzat și de abateri grave de la regulamentul SSI, deoarece întocmise un "dosar compromițător" despre doamna Lița Baranga, mama lui Ion Antonescu, în vârstă de 82 de ani în 1940, și-i "regizase" acestuia un proces de bigamie, proces câștigat de general.Adversar ireductibil al activităților ilegale ale lui Moruzov, instigate de Carol al II-lea, Antonescu strângea de peste un deceniu dovezi asupra conspirațiilor acestuia în cadrul SSI.

## Asasinatul în memorialistică
Căzut în "dizgrația" camarilei, gen. Gabriel Marinescu, principalul autor al asasinatelor se "spovedește" în fața lui Constantin Argetoianu, care, conștiincios, notează totul în însemnările sale :
„Au avut îndrăzneala să spună că trebuia să plec fiindcă o destindere era necesară și eram eu, omul omorurilor din septembrie. Eu? Eu n-am făcut decât să execut ordinul regelui. Am primit ordin să curăț până seara și pe asasinii lui Călinescu și pe cei de la Râmnicu Sărat și câte trei de județ. Am cerut răgaz, să mai pot lua oamenilor câte o declarație, să se mai poată alege printre cei vinovați. S-a refuzat. Au fost prefecți care n-au avut culpabili de desemnat, căci toți cei bănuiți mai serios fuseseră concentrați și trimiși prin alte garnizoane, și au împușcat inocenți! Vă citez cazul de la Brașov, pe care l-am cunoscut… Domnule ministru, s-au omorât oameni degeaba, numai din cauza hienei de Urdăreanu care înnebunea de Rege, de frică pentru pielea lui… care tot o să pleznească!De câte ori nu le-am spus, să stăm de vorbă cu oamenii, căci îi putem întoarce… N-au vrut; eu am ascultat de poruncă! M-au învinuit că tolerez în poliție oameni care s-au îmbogățit. Domnule ministru, cu oameni care nu se îmbogățesc voiau ei să ucid fără sentință??”. ”
Constantin Argetoianu e siderat de mărturisirile fostului prefect: 
„Îl ascultam, îl ascultam, îl ascultam – și mă miram cum Dumnezeu dăduse limbă unuia din complicii bandei care a pus stăpânire pe țară și o jupoaie…, căci nu e Gavrilă mai breaz ca Urdăreanu sau Malaxa. Aceeași șleahtă… ”
Academicianul, Radu R. Rosetti, în memoriile sale nepublicate încă, păstrate în Biblioteca Academiei Române, consemnează în 23 septembrie 1939:
„Dimineața, la 8.15 radio Londra anunță că după date oficiale, numărul gardiștilor executați acum la noi pentru a răzbuna uciderea lui Armand Calinescu este de 292. Nu se poate decât repeta ce s-a spus cu prilejul împușcării ducelui de Enghien: "c'est pire qu'un crime, c'est une faute". ”
și în 24 septembrie :
„Radu mi-a spus că Radio-Londra a spus în astă-seară (ora 19.30) că numărul celor din Garda de Fier executați până azi se urcă la 353. Ioana spune că la Tecuci s-au executat 21, dintre care un învățător din Mîndrești; trupul unuia din cei executați a fost spânzurat ca "exemplu" în piața din Tecuci. ”

## Post - mortem
19 dintre liderii legionari asasinați în 21/22 septembrie 1939, printre care Alexandru Cantacuzino, Gheorghe Clime, Mihail Polihroniade, etc..., au fost reabilitați și achitați post-mortem în 1940, prin rejudecarea a procesului înscenat în 1938. Unul dintre apărători în acest proces a fost avocatul legionar Horia Cosmovici. Procesul a fost revizuit prin Decizia Nr. 4 din 21 noiembrie 1940 a Comisiei pentru revizuirea proceselor politice, în urma căreia 19 lideri legionari au fost achitați de condamnările pronunțate în urma procesului din iulie 1938, sentința fiind definitivă.
Multe din rămășițele pământești ale celor 252 persoane asasinate în 21/22 septembrie nu au fost găsite, mulți din cei asasinați fiind îngropați în secret. Cele care au putut fi identificate, cele ale liderilor legionari din primul eșalon, dar și ale altor legionari asasinați în timpul dictaturii regale au fost recuperate și înmormântate în Cimitirul Legionar din Predeal.(cimitirul Mânăstirii "Sf. Nicolae" din Predeal) După proclamarea Statului Național Legionar, ziua de 22 septembrie a fost proclamată Ziua Eroilor și Martirilor Legiunii, o parte din cei 85 de lideri legionari asasinați în lagărele de concentrare de la Vaslui, Miercurea Ciuc, închisoarea Râmnicu Sărat și Spitalul Militar Brașov au fost dezgropați din cimitirele lagărelor, fiind apoi înhumați în cimitirul Mânăstirii Predeal, în cadrul unei mari solemnități la care au participat Fabricius, ambasadorul Germaniei, și Ghigi, ambasadorul Italiei.
Dupa instaurarea regimului comunist, cimitirul legionar de la Predeal a fost profanat, troițele ridicate în memoria liderilor legionari au fost distruse, iar crucile arse, pentru a nu deveni eventual loc de pelerinaj. În 1998, membri ai Partidului Pentru Patrie și ai grupării "Prezent" au ridicat aici, cu binecuvântarea Mitropolitului Ardealului, un monument, închinat legionarilor reînhumati la Predeal.